# Alzi
Alzi fou una regió entre Amida (Diyarbekir) i Kharpurt) denominada pels urartians i assiris. Els assiris esmenten un país de nom Alzi al que van fer una primera incursió en temps de Tukultininurta I (vers 1235-1196 aC) i dels texts assiris resulta que estava situat entre Munnu i Madani (probablement el mateix territori que apareix sota Assurnasirpal II com Madni). Aquest darrer territori estava al nord del Tigris superior. En temps de Teglatfalassar I estava ocupat pels muskhis junt amb el Purukkuzu però el rei els va expulsar; va arribar al país procedent de la terra de Shubari que és l'antecedent del país de Shubria.
El país fou sotmès per Salmanassar III que hi va arribar des de Pitiura que probablement estava situada al nord del riu Tigris prop del riu Kallama (a l'oest d'aquest riu i al nord de la ciutat d'Arbaki).
En un document d'una reunió de governadors on el d'Alzi, de nom Siplia, va estar present, s'indica aquesta regió estava entre Kanium i Armiraliu, nom de dues regions d'Urartu de situació exacta incerta però en tot cas a l'est-nord del Tigris superior.
Streck va proposar identificar Alzi amb Enzi (Enzite o Inziti) la regió de la fortalesa d'Enzi (després Hanzith) que va donar nom a l'Anzitene, ja que el canvi d'"e" per "a" i de "m" per "l" és freqüent en armeni, però Belck va estudiar la qüestió i va determinar que els armenis van tenir dues províncies diferents, Enzi i Alzi, i que la segona no fou inclosa a l'Enzitene (Anzitene) fins a l'època hel·lenística.